# Alkyone

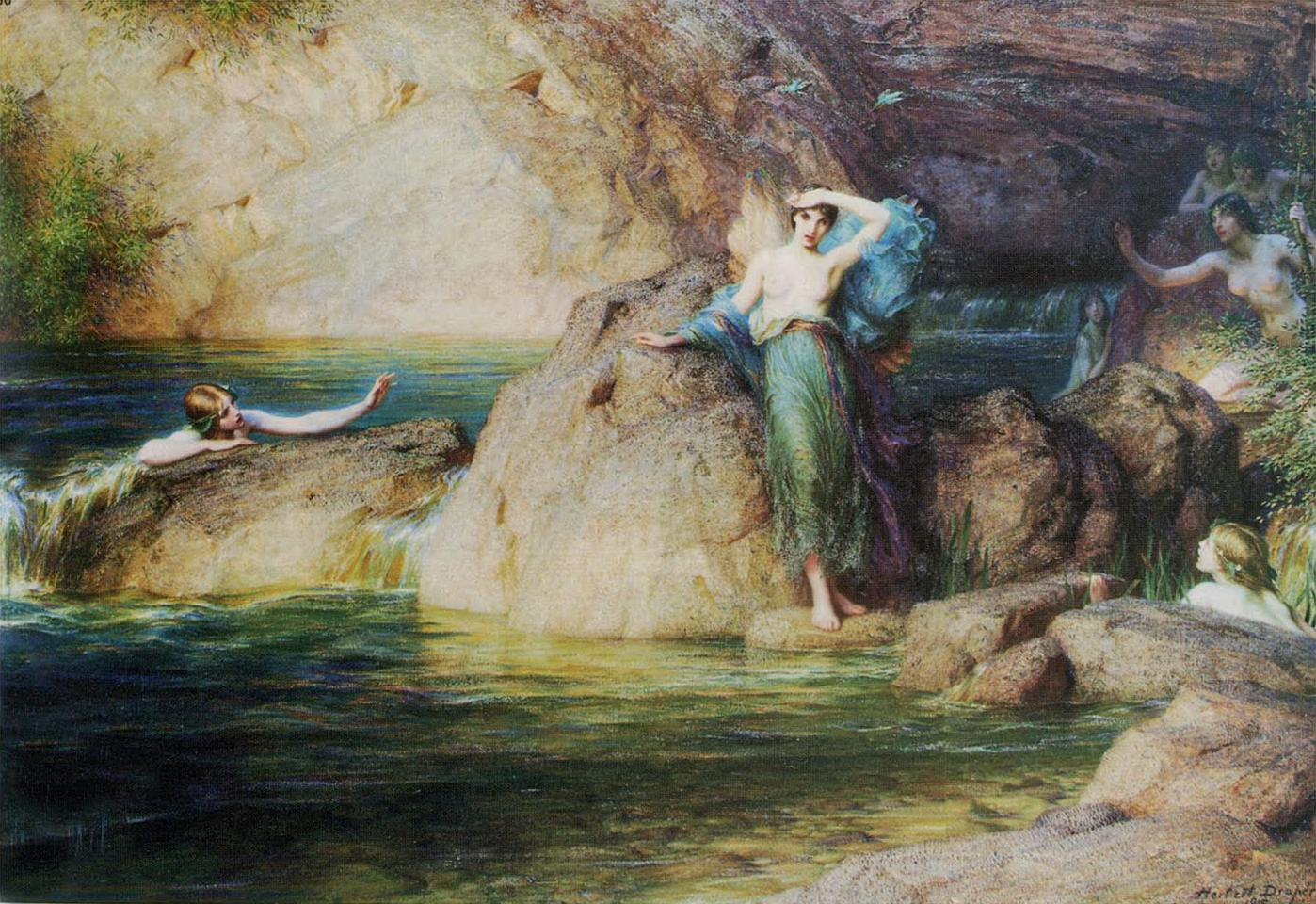
Alkyone & Ceyx, Herbert James Draper, 1915.

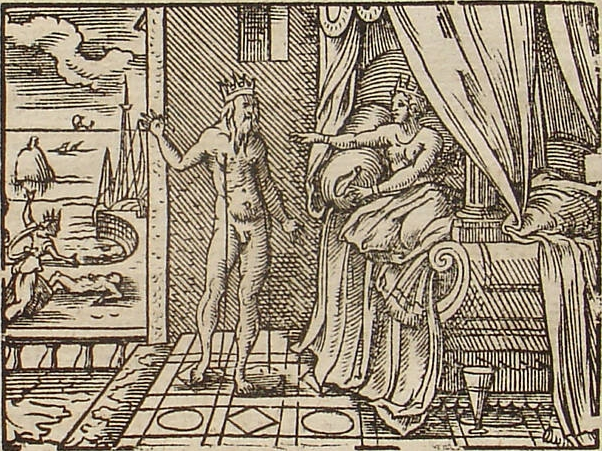
Alkyone & Ceyx/Morpheus, Virgil Solis (cf. Ovidius, Metamorfosen, XI, 650–749).

Alkyone (Oudgrieks Ἁλκυών Halkuṓn) was een van de zeven Pleiaden, kinderen van Pleione, een oceanide, en Atlas. Ze baarde Poseidon een zoon. De andere Pleiaden zijn:
- Kelaino
- Maia
- Merope
- Sterope
- Taygete
- Elektra